# Мартелето (Комо)
Мартелето је насеље у Италији у округу Комо, региону Ломбардија.
Према процени из 2011. у насељу је живело 30 становника. Насеље се налази на надморској висини од 301 м.